# پانداوا
پانداوا (Pandava) یا پسران پاندو (Pandu)، در آئین هندو، به چند شخصیت خاص اطلاق می‌شود که مقام نیمه‌خدایی و ویژگی‌های منحصربه‌فردی دارند.
در بین آنها درگیری‌ای روی می‌دهد که این درگیری به عنوان جنگ کوروکشترا شناخته‌ می‌شود. پانداواها در نهایت با مرگ کائوراواها در جنگ پیروز شدند. البته این پیروزی با هزینه‌های گزاف اتفاق افتاد.
سوابق تاریخی و دینی هندوئیسم پاندو پوترا را با نام راجپوترا نیز یاد می‌کند.

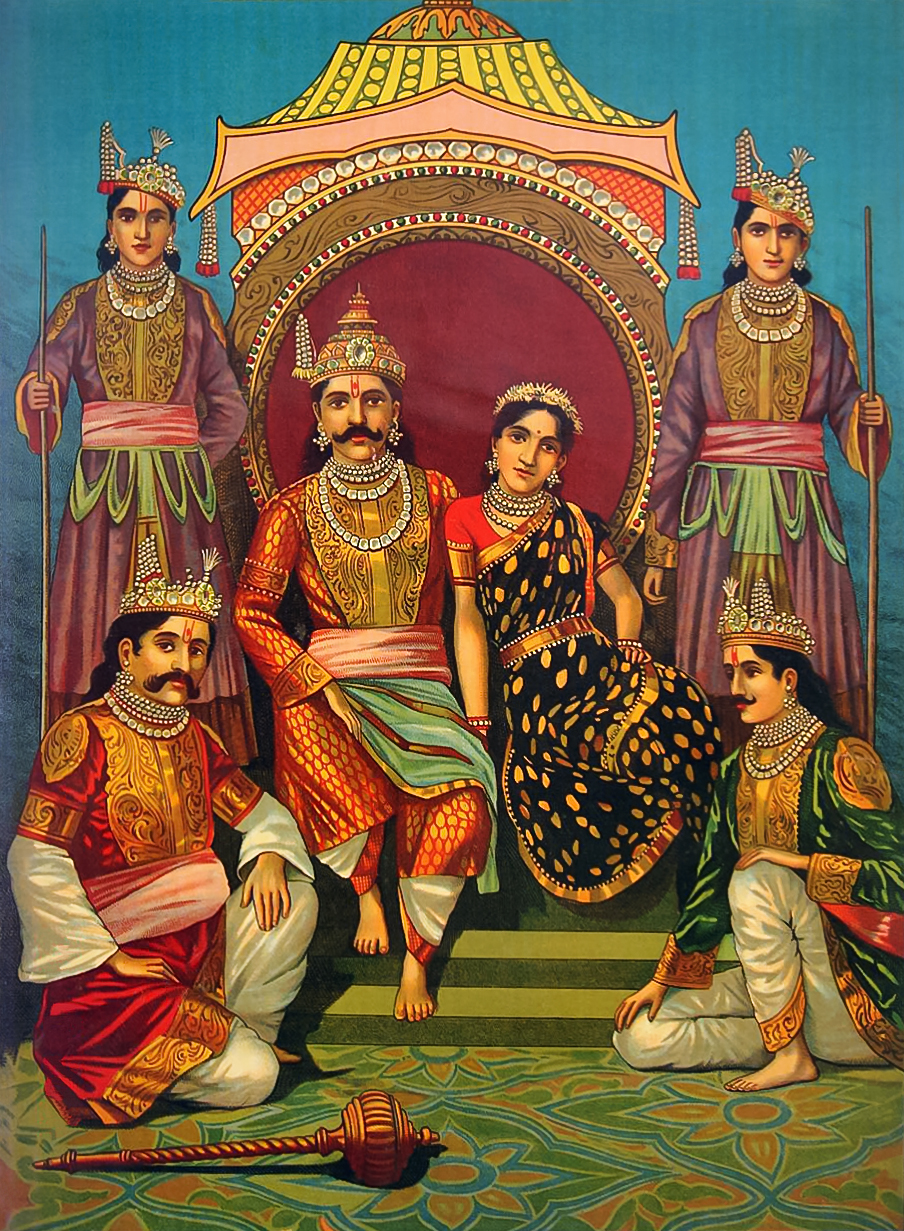
دروپادی و پانداوا

## در مهاباراتا
آنها در طول منظومهٔ حماسی مهاباراتا، با پسرعموهای متعدد خود که کوراوا (Kaurava) نام دارند، در حال جنگ هستند.